# Hieracium ovaliceps
Hieracium ovaliceps là một loài thực vật có hoa trong họ Cúc. Loài này được (Norrl.) Elfstr. mô tả khoa học đầu tiên năm 1894.